# Coppa Europa di sci alpino 2000
La Coppa Europa di sci alpino 2000 fu la 29ª edizione della manifestazione organizzata dalla Federazione Internazionale Sci.
La stagione maschile iniziò il 7 dicembre 1999 a Valloire, in Francia, e si concluse il 19 marzo 2000 a See, in Austria; furono disputate 33 gare (6 discese libere, 8 supergiganti, 9 slalom giganti, 10 slalom speciali), in 17 diverse località. L'austriaco Christoph Gruber si aggiudicò la classifica generale; l'italiano Ivan Bormolini vinse quella di discesa libera, l'austriaco Patrick Wirth quella di supergigante, il francese Raphaël Burtin quella di slalom gigante e l'austriaco Mario Matt quella di slalom speciale. L'austriaco Michael Walchhofer era il detentore uscente della Coppa generale.
La stagione femminile iniziò il 7 dicembre 1999 a Haute-Nendaz, in Svizzera, e si concluse il 15 marzo 2000 a See, in Austria; furono disputate 33 gare (8 discese libere, 7 supergiganti, 9 slalom giganti, 9 slalom speciali), in 16 diverse località. L'austriaca Selina Heregger si aggiudicò sia la classifica generale, sia quella di slalom gigante; la sua connazionale Kerstin Reisenhofer vinse quella di discesa libera, la svizzera Corinne Imlig quella di supergigante e l'italiana Emma Pezzedi quella di slalom speciale. L'austriaca Silvia Berger era la detentrice uscente della Coppa generale.

## Uomini

### Risultati
| Data             | Località               | Nazione    | Spec. | Primo                          | Secondo              | Terzo                           |
| ---------------- | ---------------------- | ---------- | ----- | ------------------------------ | -------------------- | ------------------------------- |
| 7 dicembre 1999  | Valloire               | Francia    | GS    | Sami Uotila                    | Raphaël Burtin       | Rainer Schönfelder              |
| 8 dicembre 1999  | Valloire               | Francia    | GS    | Sami Uotila                    | Urs Kälin            | Erik Schlopy                    |
| 10 dicembre 1999 | Nova Levante           | Italia     | SL    | Fabrizio Tescari               | Andrej Miklavc       | Sacha Gros                      |
| 14 dicembre 1999 | Obereggen              | Italia     | SG    | Florian Eckert                 | Patrik Järbyn        | Roland Assinger                 |
| 15 dicembre 1999 | Obereggen              | Italia     | SL    | Sacha Gros                     | Mario Reiter         | Kristinn Björnsson Angelo Weiss |
| 16 dicembre 1999 | Nova Levante           | Italia     | SL    | Mika Marila                    | Sacha Gros           | Johan Brolenius                 |
| 21 dicembre 1999 | Sankt Moritz           | Svizzera   | DH    | Peter Rzehak                   | Ožbi Ošlak           | Pierre-Emmanuel Dalcin          |
| 22 dicembre 1999 | Sankt Moritz           | Svizzera   | SG    | Sébastien Fournier-Bidoz       | Peter Rzehak         | Patrick Wirth                   |
| 6 gennaio 2000   | Krompachy/Plejsy       | Slovacchia | GS    | Ronald Stampfer                | Rainer Schönfelder   | Sami Uotila                     |
| 7 gennaio 2000   | Krompachy/Plejsy       | Slovacchia | SL    | Christian Castellano           | Gaëtan Llorach       | Mario Matt                      |
| 9 gennaio 2000   | Kranjska Gora          | Slovenia   | GS    | Raphaël Burtin                 | Christoph Gruber     | Sami Uotila                     |
| 10 gennaio 2000  | Kranjska Gora          | Slovenia   | SL    | Mario Matt                     | Kentarō Minagawa     | Christian Castellano            |
| 13 gennaio 2000  | Sankt Anton am Arlberg | Austria    | DH    | Ivan Bormolini                 | Didier Défago        | Ludwig Sprenger                 |
| 14 gennaio 2000  | Sankt Anton am Arlberg | Austria    | DH    | Audun Grønvold                 | Christoph Gruber     | Ivan Bormolini                  |
| 15 gennaio 2000  | Sankt Anton am Arlberg | Austria    | SG    | Patrick Wirth                  | Ivan Bormolini       | Stephan Görgl                   |
| 17 gennaio 2000  | Pozza di Fassa         | Italia     | GS    | Erik Schlopy                   | Raphaël Burtin       | Ivan Bormolini                  |
| 18 gennaio 2000  | Pozza di Fassa         | Italia     | SL    | Andrzej Bachleda               | Kentarō Minagawa     | Sacha Gros                      |
| 20 gennaio 2000  | Courchevel             | Francia    | GS    | Raphaël Burtin                 | Bjarne Solbakken     | Sami Uotila                     |
| 21 gennaio 2000  | Courchevel             | Francia    | SL    | Markus Larsson                 | Alan Perathoner      | Mario Matt                      |
| 26 gennaio 2000  | Les Orres              | Francia    | DH    | Christoph Gruber Patrick Wirth |                      | Konrad Hari                     |
| 27 gennaio 2000  | Les Orres              | Francia    | DH    | Konrad Hari                    | Ivan Bormolini       | Roland Assinger                 |
| 28 gennaio 2000  | Les Orres              | Francia    | SG    | Patrick Wirth                  | Ivan Bormolini       | Stephan Görgl                   |
| 31 gennaio 2000  | Garmisch-Partenkirchen | Germania   | SG    | Patrick Wirth                  | Christoph Gruber     | Fredrik Nyberg                  |
| 1º febbraio 2000 | Garmisch-Partenkirchen | Germania   | SG    | Ivan Bormolini                 | Christoph Gruber     | Florian Eckert                  |
| 9 febbraio 2000  | Sella Nevea            | Italia     | GS    | Raphaël Burtin                 | Mitja Kunc           | Christoph Gruber                |
| 10 febbraio 2000 | Sella Nevea            | Italia     | GS    | Raphaël Burtin                 | Alessandro Roberto   | Rainer Schönfelder              |
| 12 febbraio 2000 | Ofterschwang           | Germania   | SL    | Mario Matt                     | Christian Castellano | Andrzej Bachleda                |
| 13 febbraio 2000 | Ofterschwang           | Germania   | SL    | Mario Matt                     | Julien Lizeroux      | Davide Simoncelli               |
| 3 marzo 2000     | Passo del Tonale       | Italia     | DH    | Michael Walchhofer             | Claudio Collenberg   | Ivan Bormolini                  |
| 4 marzo 2000     | Passo del Tonale       | Italia     | DH    | Matteo Berbenni                | Christoph Gruber     | Benjamin Melquiond              |
| 13 marzo 2000    | Galtür                 | Austria    | SG    | Sébastien Fournier-Bidoz       | Florian Eckert       | Patrice Manuel                  |
| 18 marzo 2000    | Kappl                  | Austria    | GS    | Bjarne Solbakken               | Alessandro Roberto   | Andrea Zinsli                   |
| 19 marzo 2000    | See                    | Austria    | SL    | Heinz Schilchegger             | Florian Seer         | Reinfried Herbst                |

Legenda:

DH = discesa libera

SG = supergigante

GS = slalom gigante

SL = slalom speciale

### Classifiche

#### Generale
| Pos. | Nome               | Nazione   | Punti |
| ---- | ------------------ | --------- | ----- |
| 1    | Christoph Gruber   | Austria   | 864   |
| 2    | Ivan Bormolini     | Italia    | 784   |
| 3    | Patrick Wirth      | Austria   | 681   |
| 4    | Mario Matt         | Austria   | 629   |
| 5    | Raphaël Burtin     | Francia   | 589   |
| 6    | Florian Eckert     | Germania  | 517   |
| 7    | Bjarne Solbakken   | Norvegia  | 514   |
| 8    | Roland Assinger    | Austria   | 436   |
| 8    | Sami Uotila        | Finlandia | 436   |
| 10   | Rainer Schönfelder | Austria   | 408   |

#### Discesa libera
| Pos. | Nome             | Nazione  | Punti |
| ---- | ---------------- | -------- | ----- |
| 1    | Ivan Bormolini   | Italia   | 350   |
| 2    | Christoph Gruber | Austria  | 252   |
| 3    | Patrick Wirth    | Austria  | 240   |
| 4    | Konrad Hari      | Svizzera | 232   |
| 5    | Roland Assinger  | Austria  | 231   |

#### Supergigante
| Pos. | Nome                     | Nazione  | Punti |
| ---- | ------------------------ | -------- | ----- |
| 1    | Patrick Wirth            | Austria  | 441   |
| 2    | Florian Eckert           | Germania | 373   |
| 3    | Christoph Gruber         | Austria  | 359   |
| 4    | Ivan Bormolini           | Italia   | 352   |
| 5    | Sébastien Fournier-Bidoz | Francia  | 245   |

#### Slalom gigante
| Pos. | Nome               | Nazione   | Punti |
| ---- | ------------------ | --------- | ----- |
| 1    | Raphaël Burtin     | Francia   | 589   |
| 2    | Sami Uotila        | Finlandia | 436   |
| 3    | Rainer Schönfelder | Austria   | 408   |
| 4    | Bjarne Solbakken   | Norvegia  | 395   |
| 5    | Alessandro Roberto | Italia    | 373   |

#### Slalom speciale
| Pos. | Nome                 | Nazione     | Punti |
| ---- | -------------------- | ----------- | ----- |
| 1    | Mario Matt           | Austria     | 510   |
| 2    | Christian Castellano | Italia      | 359   |
| 3    | Sacha Gros           | Stati Uniti | 322   |
| 4    | Markus Larsson       | Svezia      | 306   |
| 5    | Kentarō Minagawa     | Giappone    | 297   |

## Donne

### Risultati
| Data             | Località          | Nazione  | Spec. | Prima                     | Seconda                   | Terza                      |
| ---------------- | ----------------- | -------- | ----- | ------------------------- | ------------------------- | -------------------------- |
| 7 dicembre 1999  | Haute-Nendaz      | Svizzera | GS    | Katja Wirth               | Selina Heregger           | Tiziana De Martin Tropanin |
| 8 dicembre 1999  | Haute-Nendaz      | Svizzera | SL    | Monika Bergmann           | Nataša Bokal              | Stéphanie Clément-Guy      |
| 10 dicembre 1999 | Limone Piemonte   | Italia   | GS    | Tina Maze                 | Sonia Viérin              | Silke Bachmann             |
| 11 dicembre 1999 | Limone Piemonte   | Italia   | SL    | Emma Pezzedi              | Janette Hargin            | Noriyo Hiroi               |
| 16 dicembre 1999 | Livigno           | Italia   | SG    | Corinne Imlig             | Eveline Rohregger         | Martina Lechner            |
| 17 dicembre 1999 | Livigno           | Italia   | SG    | Corinne Imlig             | Selina Heregger           | Martina Lechner            |
| 21 dicembre 1999 | Alpe d'Huez       | Francia  | SG    | Varvara Zelenskaja        | Ingeborg Helen Marken     | Martina Lechner            |
| 22 dicembre 1999 | Alpe d'Huez       | Francia  | SG    | Varvara Zelenskaja        | Ingeborg Helen Marken     | Olesja Alieva              |
| 4 gennaio 2000   | Tignes            | Francia  | DH    | Michaela Kofler           | Varvara Zelenskaja        | Selina Heregger            |
| 5 gennaio 2000   | Tignes            | Francia  | DH    | Varvara Zelenskaja        | Jeanette Collenberg       | Romina Dei Cas             |
| 8 gennaio 2000   | Rogla             | Slovenia | GS    | Tina Maze                 | Britt Janyk               | Selina Heregger            |
| 9 gennaio 2000   | Rogla             | Slovenia | SL    | Emily Brydon              | Noriyo Hiroi              | Karin Truppe               |
| 11 gennaio 2000  | Sankt Sebastian   | Austria  | GS    | Eveline Rohregger         | Birgit Heeb               | Selina Heregger            |
| 12 gennaio 2000  | Sankt Sebastian   | Austria  | GS    | Eveline Rohregger         | Martina Fortkord          | Selina Heregger            |
| 15 gennaio 2000  | Krieglach         | Austria  | SL    | Henna Raita               | Carolina Waidhofer-Dummer | Emma Carrick-Anderson      |
| 16 gennaio 2000  | Krieglach         | Austria  | SL    | Carolina Waidhofer-Dummer | Henna Raita               | Emma Carrick-Anderson      |
| 19 gennaio 2000  | Haus              | Austria  | DH    | Emily Brydon              | Martina Lechner           | Veronika Thanner           |
| 20 gennaio 2000  | Haus              | Austria  | DH    | Kerstin Reisenhofer       | Alison Powers             | Emily Brydon               |
| 21 gennaio 2000  | Haus              | Austria  | SG    | Alison Powers             | Emily Brydon              | Corinne Imlig              |
| 26 gennaio 2000  | Pra Loup          | Francia  | DH    | Varvara Zelenskaja        | Kerstin Reisenhofer       | Elena Tagliabue            |
| 27 gennaio 2000  | Pra Loup          | Francia  | DH    | Varvara Zelenskaja        | Kerstin Reisenhofer       | Selina Heregger            |
| 28 gennaio 2000  | Pra Loup          | Francia  | SG    | Varvara Zelenskaja        | Bibiana Perez             | Alessandra Merlin          |
| 2 febbraio 2000  | Villars-sur-Ollon | Svizzera | DH    | Kerstin Reisenhofer       | Selina Heregger           | Corinne Imlig              |
| 3 febbraio 2000  | Villars-sur-Ollon | Svizzera | DH    | Kerstin Reisenhofer       | Corinne Imlig             | Olesja Alieva              |
| 4 febbraio 2000  | Villars-sur-Ollon | Svizzera | SG    | Selina Heregger           | Varvara Zelenskaja        | Corinne Imlig              |
| 7 febbraio 2000  | Sonthofen         | Germania | SL    | Henna Raita               | Karin Köllerer            | Emma Carrick-Anderson      |
| 8 febbraio 2000  | Sonthofen         | Germania | SL    | Emma Pezzedi              | Trine Bakke               | Špela Pretnar              |
| 10 febbraio 2000 | Abetone           | Italia   | GS    | Martina Lechner           | Stina Hofgård Nilsen      | Kerstin Reisenhofer        |
| 11 febbraio 2000 | Abetone           | Italia   | SL    | Emma Pezzedi              | Denise Karbon             | Hedda Berntsen             |
| 14 febbraio 2000 | Sierra Nevada     | Spagna   | GS    | Selina Heregger           | Stina Hofgård Nilsen      | Carolina Ruiz              |
| 15 febbraio 2000 | Sierra Nevada     | Spagna   | GS    | Selina Heregger           | Tina Maze                 | Marlies Oester             |
| 14 marzo 2000    | Ischgl            | Austria  | GS    | Stina Hofgård Nilsen      | Petra Knor                | Alenka Dovžan              |
| 15 marzo 2000    | See               | Austria  | SL    | Henna Raita               | Nataša Bokal              | Emma Pezzedi               |

Legenda:

DH = discesa libera

SG = supergigante

GS = slalom gigante

SL = slalom speciale

### Classifiche

#### Generale
| Pos. | Nome                      | Nazione  | Punti |
| ---- | ------------------------- | -------- | ----- |
| 1    | Selina Heregger           | Austria  | 1250  |
| 2    | Martina Lechner           | Austria  | 995   |
| 3    | Varvara Zelenskaja        | Russia   | 760   |
| 4    | Corinne Imlig             | Svizzera | 722   |
| 5    | Carolina Waidhofer-Dummer | Austria  | 673   |
| 6    | Kerstin Reisenhofer       | Austria  | 660   |
| 7    | Tina Maze                 | Slovenia | 572   |
| 8    | Katja Wirth               | Austria  | 569   |
| 9    | Michaela Kofler           | Austria  | 471   |
| 10   | Veronika Thanner          | Austria  | 466   |

#### Discesa libera
| Pos. | Nome                | Nazione | Punti |
| ---- | ------------------- | ------- | ----- |
| 1    | Kerstin Reisenhofer | Austria | 505   |
| 2    | Varvara Zelenskaja  | Russia  | 380   |
| 3    | Veronika Thanner    | Austria | 372   |
| 4    | Martina Lechner     | Austria | 366   |
| 5    | Selina Heregger     | Austria | 354   |

#### Supergigante
| Pos. | Nome               | Nazione  | Punti |
| ---- | ------------------ | -------- | ----- |
| 1    | Corinne Imlig      | Svizzera | 422   |
| 2    | Varvara Zelenskaja | Russia   | 380   |
| 3    | Selina Heregger    | Austria  | 333   |
| 4    | Martina Lechner    | Austria  | 287   |
| 5    | Barbara Merlin     | Italia   | 217   |

#### Slalom gigante
| Pos. | Nome                 | Nazione  | Punti |
| ---- | -------------------- | -------- | ----- |
| 1    | Selina Heregger      | Austria  | 541   |
| 2    | Tina Maze            | Slovenia | 439   |
| 3    | Martina Lechner      | Austria  | 338   |
| 4    | Stina Hofgård Nilsen | Norvegia | 319   |
| 5    | Katja Wirth          | Austria  | 257   |

#### Slalom speciale
| Pos. | Nome                      | Nazione   | Punti |
| ---- | ------------------------- | --------- | ----- |
| 1    | Emma Pezzedi              | Italia    | 400   |
| 2    | Carolina Waidhofer-Dummer | Austria   | 385   |
| 3    | Henna Raita               | Finlandia | 380   |
| 4    | Noriyo Hiroi              | Giappone  | 322   |
| 5    | Malin Hultdin             | Svezia    | 232   |